# آرامگاه نادرشاه
آرامگاه نادرشاه بنایی است در مجموعۀ باغ‌موزۀ نادری در شهر مشهد که به یادبود نادرشاه افشار در سال ۱۳۴۲ هجری خورشیدی به دست هوشنگ سیحون طراحی و ساخته شده است. ساختمان آرامگاه نادر‌شاه از قسمت مرکزی که محل دفن نادرشاه است و دو تالار موزه تشکیل شده که یکی از آن‌ها موزۀ اسلحۀ دوره‌های مختلف تاریخ ایران و دیگری موزۀ اسلحه و آثار مربوط به دوران نادرشاه را نمایش می‌دهد.
این بنا در تاریخ ۱۸ آذر ۱۳۵۴ با شمارهٔ ثبت ۱۱۷۴ به‌عنوان یکی از آثار ملی ایران به ثبت رسیده است.

## تاریخچه
نادر‌شاه در هنگام حیات خود دستور ساخت آرامگاهی کوچک در بالاخیابان مشهد داد. این آرامگاه کوچک در سال ۱۳۴۲ هجری خورشیدی در مجاور چهارباغ شاهی و روبروی حرم امام رضا از خشت و گل ساخته شد. زمین‌های اطراف آرامگاه نیز به عنوان موقوفه به آن اختصاص یافت اما پس از پایان حکومت جانشینان نادر بر خراسان، ورثه او این زمین‌ها را به تدریج فروختند و آرامگاه رو به ویرانی نهاد.

### دورۀ قاجار
کسی که برای بازسازی آرامگاه تلاش کرد، عبدالحسین تیمورتاش (سردار معظم) بود. او در سال ۱۲۹۴ هجری خورشیدی که نمایندۀ قوچان بود، طرح بازسازی آرامگاه را به مجلس داد. هنگام طرح این پیشنهاد، برخی نمایندگان گفتند که وضعیت بد مالی اجازه چنین خرج‌هایی نمی‌دهد اما سلیمان اسکندری از طرح دفاع کرد و گفت: «بهترین پولی که از بودجۀ ما خرج می‌شود، پولی است که از برای یادگار این شخص بزرگ خرج می‌شود که مملکت ما را از یک موقعیت خیلی خطرناکی خلاص کرده و از برای مملکت ایران متصرفات خیلی بزرگ تهیه نموده است و حقیقتاً تا وقتی که اسم ایران هست باعث افتخار ایران و ایرانیان است». اکثریت نمایندگان طرح قابل را توجه دانستند و رأی دادند که در دستور کار مجلس گذاشته شود.
یک هفته بعد، در دهم مهر ۱۲۹۴، این طرح در قالب قانونی شش ماده‌ای از تصویب گذشت که مقرر می‌کرد هزینۀ بازسازی آرامگاه نادرشاه از محل بیست درصد از مالیات تردد چارپایان باری و سواری و وسائل نقلیه در شهر مشهد تأمین شود و پس از پایان بازسازی هم ماهیانه پنجاه تومان به نگهداری آرامگاه اختصاص یابد.
به پیشنهاد محمدعلی فرزین نمایندۀ همدان، ماده‌ای در این قانون گنجانده شد که دولت را ملزم می‌کرد سه هزار ذرع اراضی اطراف آرامگاه را برای محوطه آن خریداری کند. در آن زمان کاروانسرایی کوچک در این اراضی قرار داشت. در مذاکراتی که برای تصویب این قانون در مجلس درگرفت، ابراهیم زنجانی نمایندهۀزنجان در مخالفت با طرح گفت: «اگر برای احیاء اسم نادر‌شاه یک مدرسه به اسم نادری تأسیس شود و این وجه را برای تربیت ابناء و اولاد وطن صرف کنند بهتر است از این که در یک همچو چیزی که مشکوک است صرف کنند».
سیدرضا فیروزآبادی نمایندۀ شهر ری مخالف دیگر بود که گفت: «البته ما باید پاس حقوق کسانی که خدمت به این مملکت کرده‌اند داشته باشیم اما نه به این ترتیب که مالیات نواقل را در مشهد به آن ترتیب سختی از هر بیچاره که یک بار سوخت می‌آورد، پنجاه شاهی بگیرند و آن مهم به مصرف دولت برسد یا نرسد. آن وقت ده یا بیست هزار تومان آن را خرج مقبرۀ نادر کنیم در صورتی که تمام ادارات ما کار نمی‌کنند و اگر هم کار بکنند، چون حقوق مرتب به آنها نمی‌رسد مثل این است که مسئولیت ندارند و باید مملکت به این شکل باشد و آن وقت بیست هزار تومان یا سی هزار تومان خرج مقبرۀ نادر بکنیم. بنده به عقیدۀ خودم این را اول خیانت به این مملکت و ملت می‌دانم».
تیمورتاش در پاسخ او گفت: «از روی این عقیده، با کمال افتخار حاضر هستم اول خائن این مملکت باشم». علاوه بر تیمورتاش، ملک‌الشعرای بهار نیز در حمایت از طرح در مجلس سخن گفت. سرانجام در رأی‌گیری تنها سه نماینده به طرح رأی مخالف دادند که عبارت بودند از: ابراهیم زنجانی، سیدرضا فیروزآبادی و شیخ حبیب‌الله (نماینده کاشمر).
دو سال بعد (سال ۱۲۹۶) بر اساس همین قانون بود که قوام‌السلطنه والی وقت خراسان در محل یکی از مقابر ویران‌شدۀ نادری، آرامگاه تازه‌ای برای نادرشاه ساخت و استخوان‌های او را از تهران به مقبرۀ مزبور حمل کردند. ساختمان جدید که در محل فعلی آرامگاه وی قرار داشت تا سال ۱۳۳۵ بر پا بود.

### دورۀ پهلوی
انجمن آثار ملی ایران طرحی برای ساخت آرامگاه تازه‌ای برای نادر‌شاه تهیه کرد که سال‌ها به اجرا در نیامد. در شانزدهم اسفند ۱۳۳۳، سید علی مؤید ثابتی سناتور خراسان در نطقی در مجلس سنا نسبت به «وضع اسفناک آرامگاه نادرشاه» هشدار داد که «با حال خراب افتاده» و از دولت خواستار توجه به آرامگاه و طرح انجمن آثار ملی شد.
انجمن آثار ملی ایران در سال ۱۳۳۵، درصدد برآمد آرامگاهی باشکوه‌تر برای نادرشاه در همان محل مقبرهٔ ساختهٔ قوام‌السلطنه ساخته شود. این کار از سال ۱۳۳۶ شروع و در سال ۱۳۴۲ به پایان رسید. ساختمان جدید آرامگاه نادرشاه افشار به همت انجمن آثار ملی ایران ساخته شد و در ۱۲ فرودین ۱۳۴۲ با حضور محمدرضا پهلوی در باغ نادری بازگشایی شد.

### دورۀ جمهوری اسلامی
مقبره و موزهٔ نادر هم‌اکنون تحت مدیریت وزارت میراث فرهنگی اداره می‌شود. در اواخر سال ۱۳۸۶، باغ‌موزۀ نادری که بر اساس طرح نوین بهسازی مورد بازنگری و تعمیرات در فضاهای داخلی قرار گرفته بود پس از شش ماه تعطیلی دوباره بازگشایی شد. فیلمی دربارهٔ بناهای مشهد از جمله این آرامگاه در ساله ۱۳۸۹ به کارگردانی علی حسن‌زاده ساخته شده است.

## مجموعۀ باغ‌موزۀ نادری
آرامگاه کنونی نادرشاه واقع در ضلع شمال غربی چهارراه شهدا (نادری سابق) که پس از آرامگاه امام رضا، مهم‌ترین مکان گردشگری و تاریخی شهر مشهد تلقی می‌شود. این بنا در باغی به مساحت ۱۴,۴۰۰ متر مربع ساخته شده است. آرامگاه شامل سکویی دوازده پله‌ای، محل گور، پوششی خیمه مانند بر روی قبر، سکویی مرتفع در مجاور قبر با مجسمه نادرشاه سوار بر اسب و سه تن دیگر در پی او، یک غرفه فروش کتاب و دو تالار برای موزه است.
مجسمه نادر‌شاه سوار بر اسب به همراه تنی چند از سربازانش بر فراز یک حجم سنگی مرتفع توسط مجسمه‌ساز فقید ابوالحسن صدیقی ساخته شده است. مصالح مقبره غالباً از سنگ‌های خشن و سخت گرانیت کوهسنگی مشهد است. بعضی از قطعات سنگ بسیار بزرگ انتخاب شده تا تداعی‌کننده مقبره دوم ساخته خود نادرشاه باشد. پوشش آرامگاه کاملاً به مانند چادر عشایری است، که نادر در آن زاده و هم کشته شده است. پوشش دیوارهای داخلی آرامگاه نیز از سنگ‌های مرمر اُخرایی رنگ مراغه انتخاب شده تا قتل نادرشاه در داخل چادر را بهتر تداعی کند.
موزه نادری در قسمت اصلی بنای یادبود آرامگاه افشار در ۲ تالار به معرفی آثار تاریخی این دوره قرار دارد:
- تالار شماره ۱: که به‌نمایش اشیاء مختلفی به‌منظور معرفی آثار تاریخی دوره افشار پرداخته است. شامل انواع سلاح‌ها، البسه و پوشاک رزمی نظامیان دوره افشار، تابلوهای نقاشی از نادر و صحنه‌های جنگ مانند تابلویی از جنگ کرنال، وسایل سوارکاری مانند زین و برگ اسب از دوره افشار تا قاجار، چند نسخه خطی نفیس از جمله تاریخ جهانگشای نادری و دو شمشیر متعلق به نادر اختصاص دارد که روی یکی کلمه «السلطان نادر» حک شده و روی دیگری که در دشت مغان به سال ۱۱۴۸ هجری در روز تاجگذاری نادر از طرف ملت ایران به وی هدیه شده این بیت شعر طلاکوب شده است:

| هست سلطان بر سلاطین جهان |  | شاه شاهان نادر صاحب قران |

- تالار شماره ۲: در حال حاضر به نمایش برخی تصاویر و نیز پاره‌ای اطلاعات تاریخی در ارتباط با زندگی نادرشاه افشار و همچنین کلنل محمدتقی خان پسیان اختصاص یافته است.

همچنین در گوشه شمالی آرامگاه نادر، آرامگاه محمدتقی خان پسیان سردار خراسان قرار دارد.

## نگارخانه

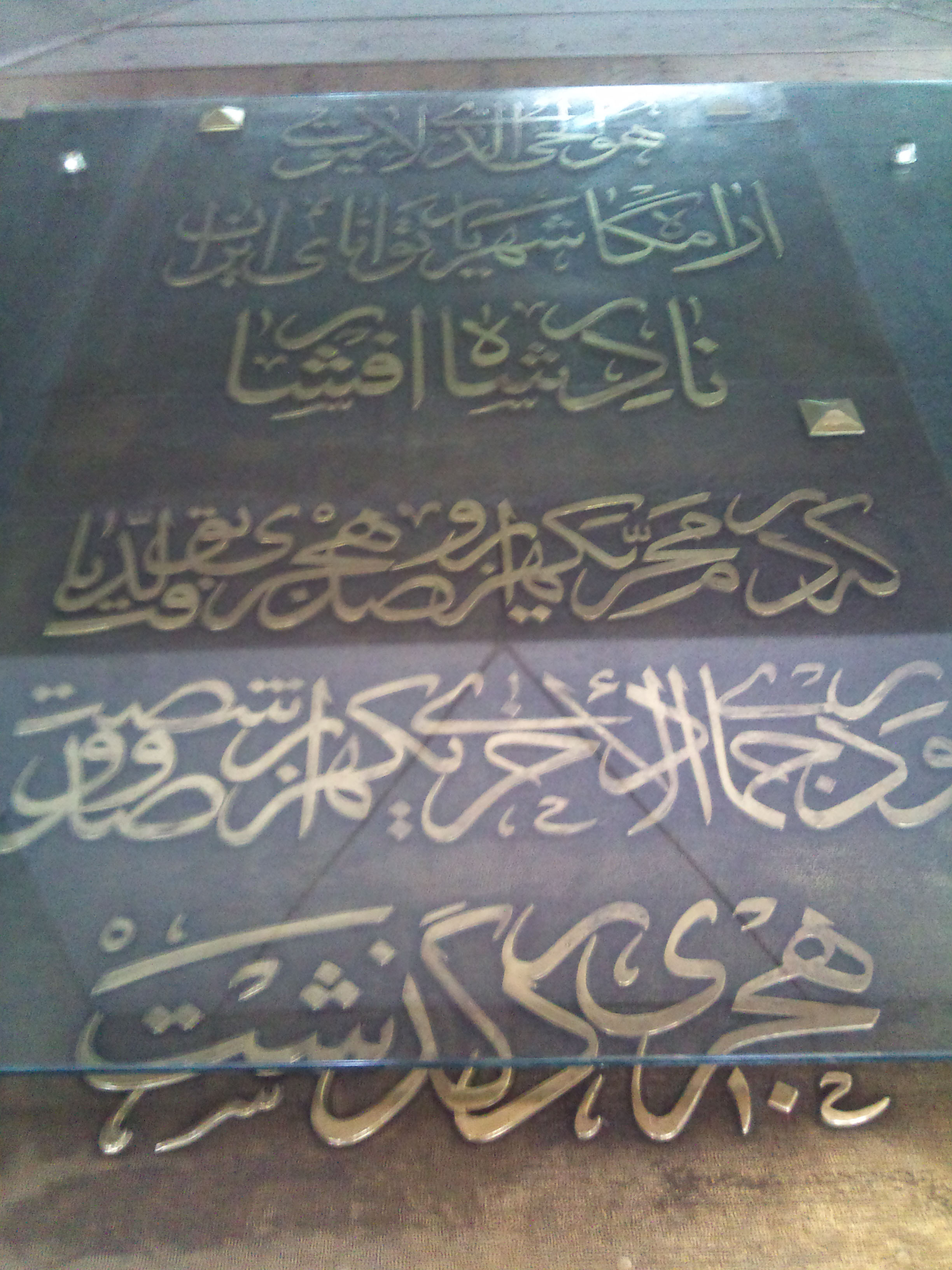
سنگ قبر نادرشاه
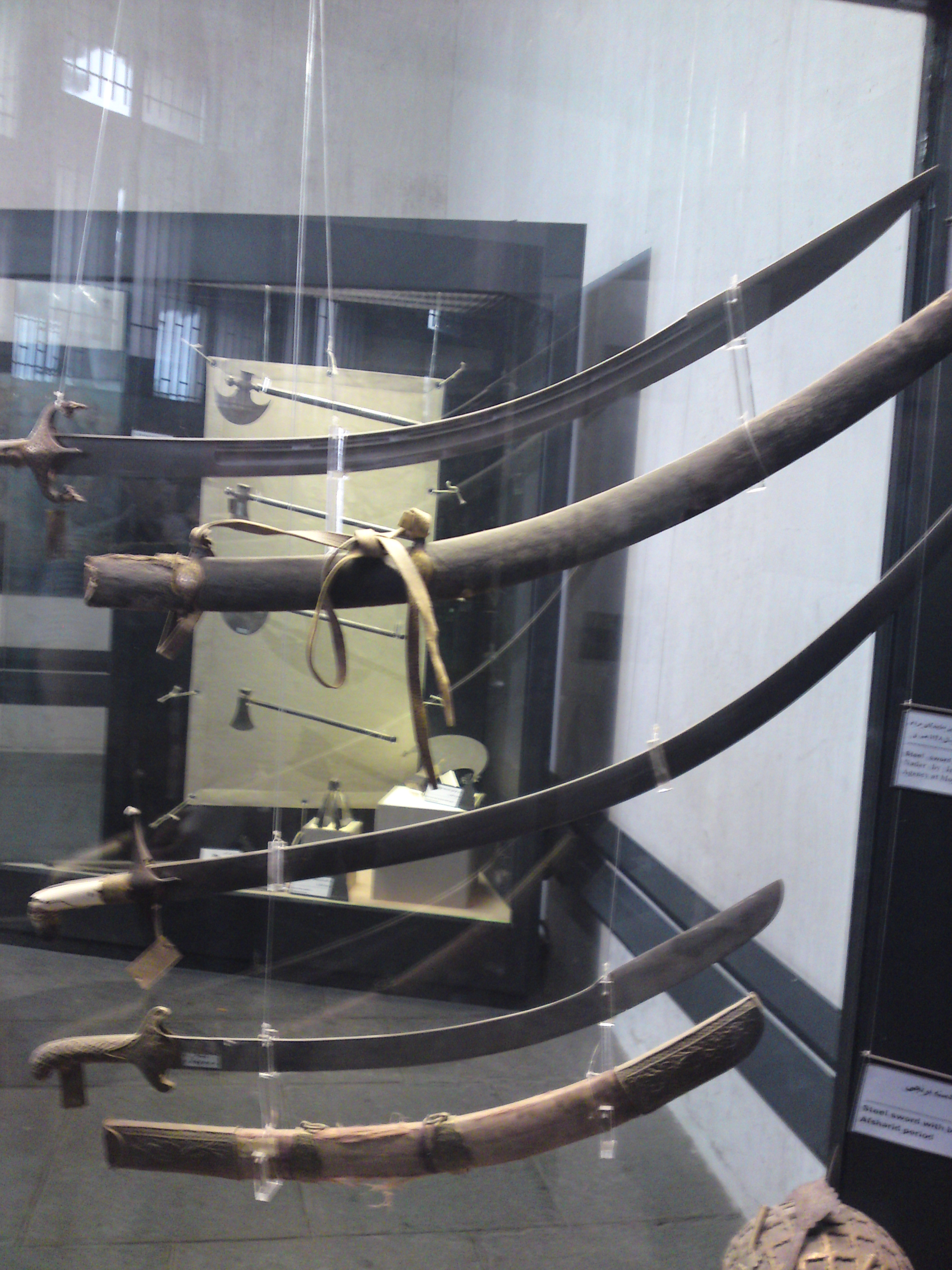
شمشیر نادرشاه افشار در موزه آرامگاه نادرشاه
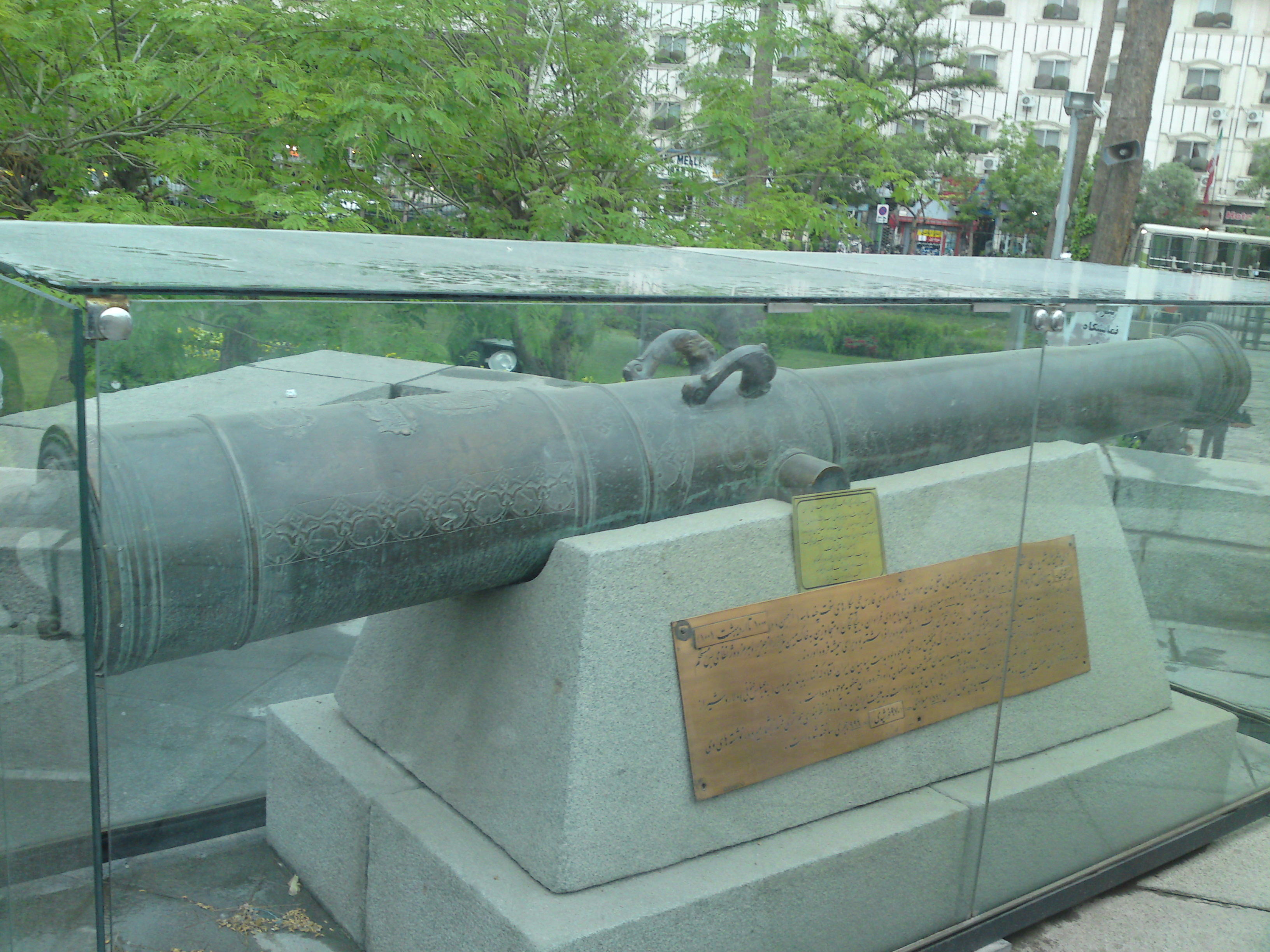
توپ جنگی مربوط به دوران صفویه و افشاریه در آرامگاه نادرشاه افشار
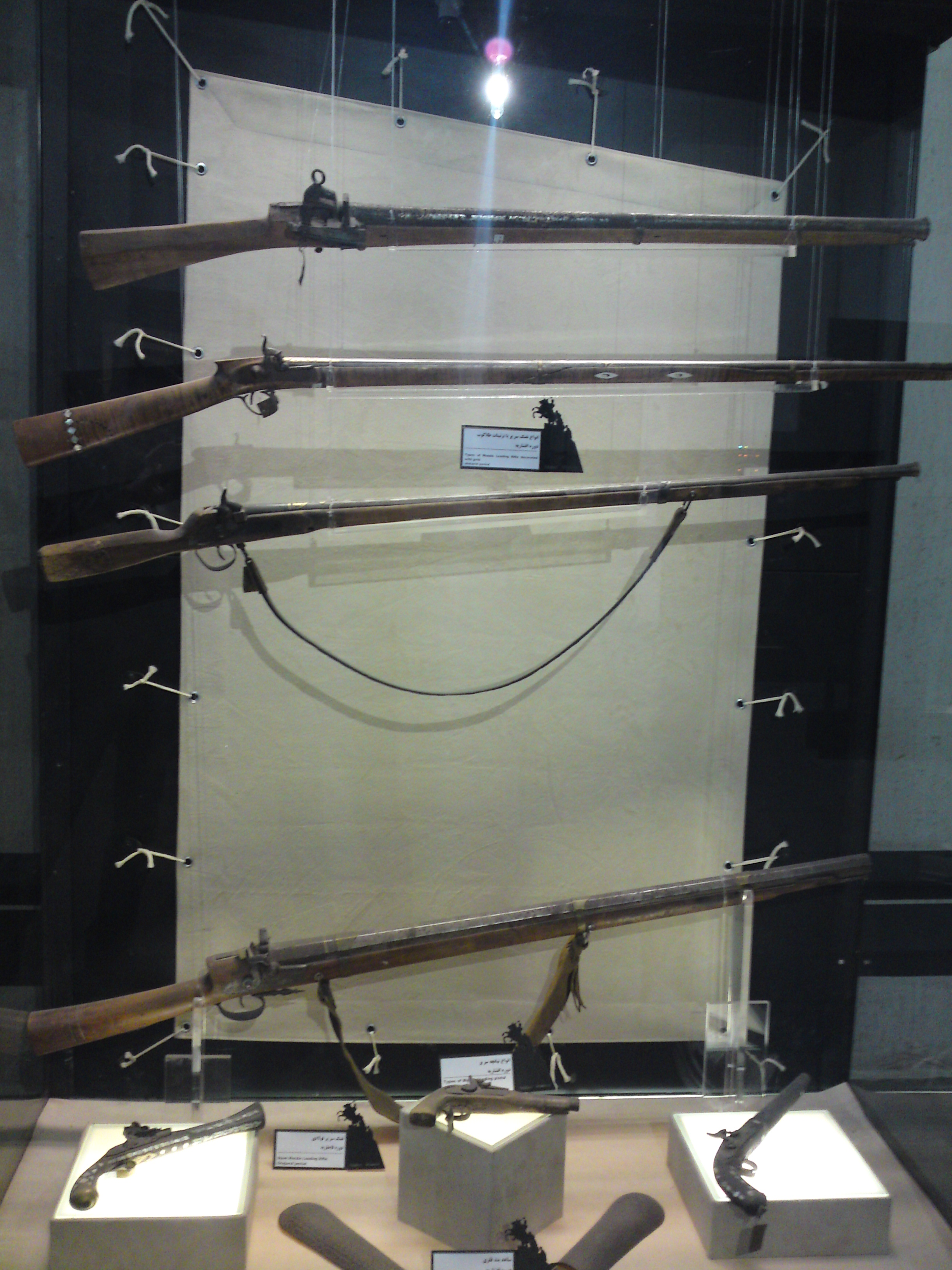
تفنگ‌های دوران افشاریان در موزه آرامگاه نادرشاه افشار
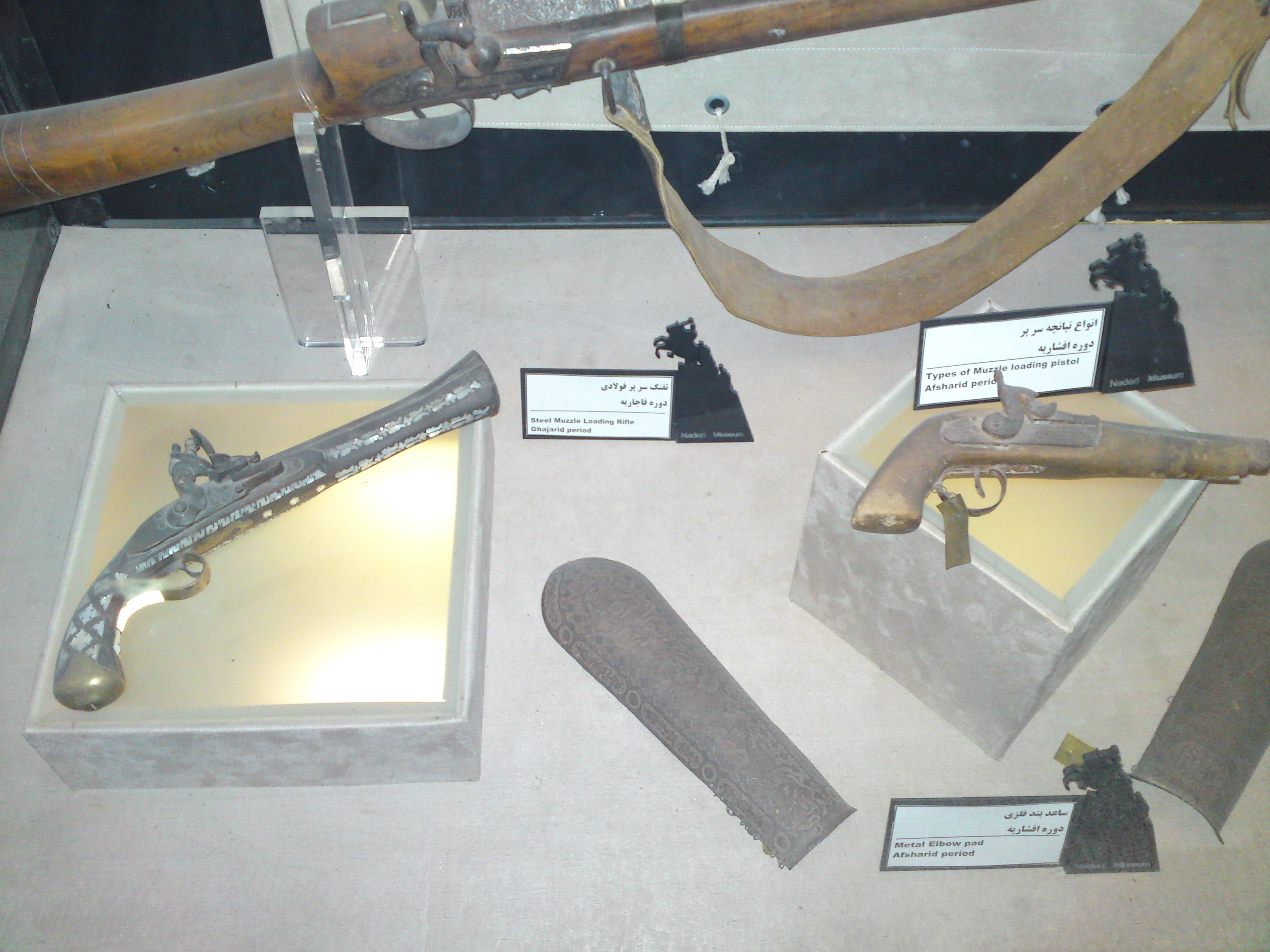
تپانچه‌های دوران افشاریان در موزه آرامگاه نادرشاه افشار
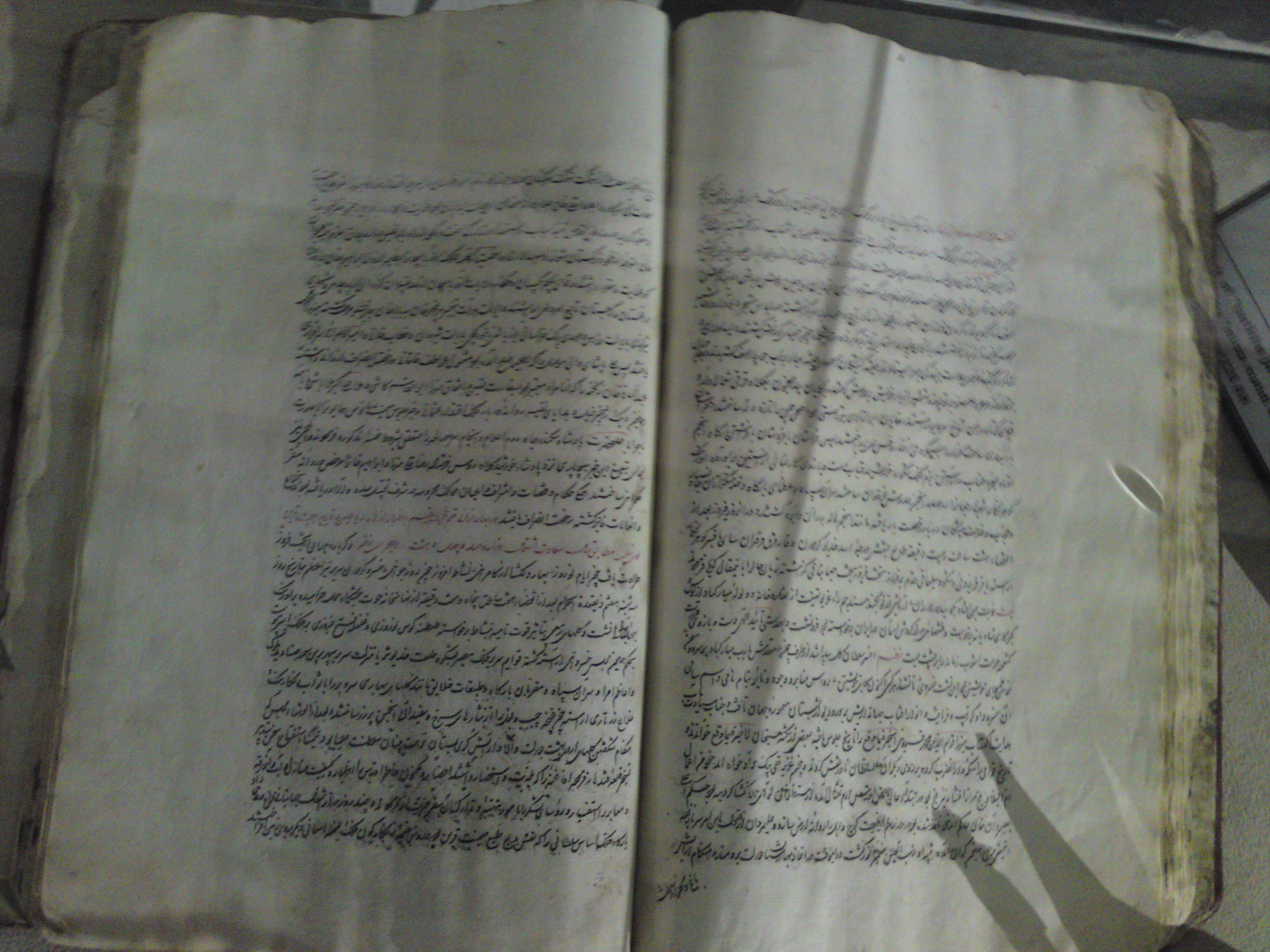
کتاب جهانگشای نادری در موزه آرامگاه نادرشاه افشار
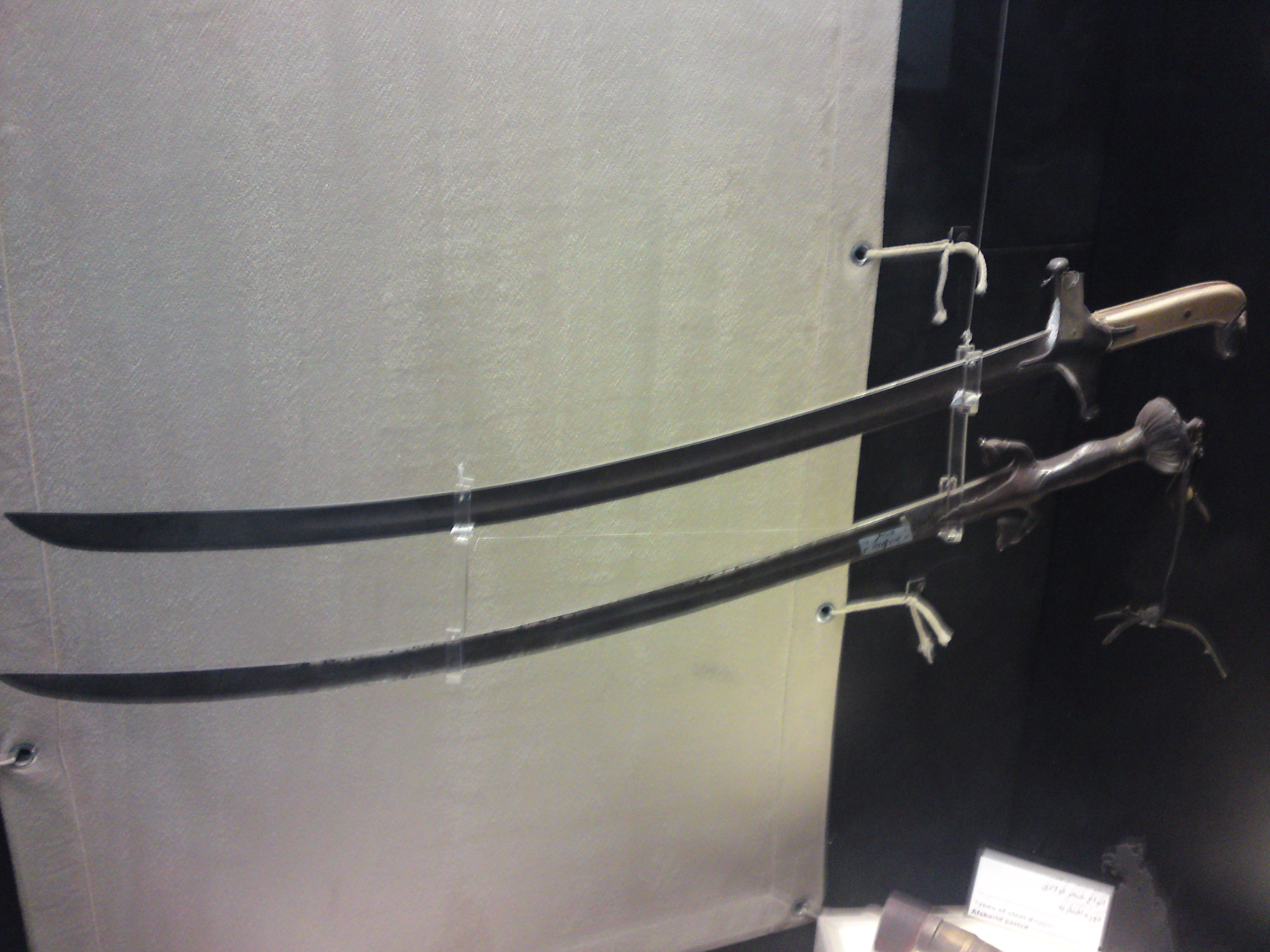
شمشیرهای دوران افشاریان در موزه آرامگاه نادرشاه افشار
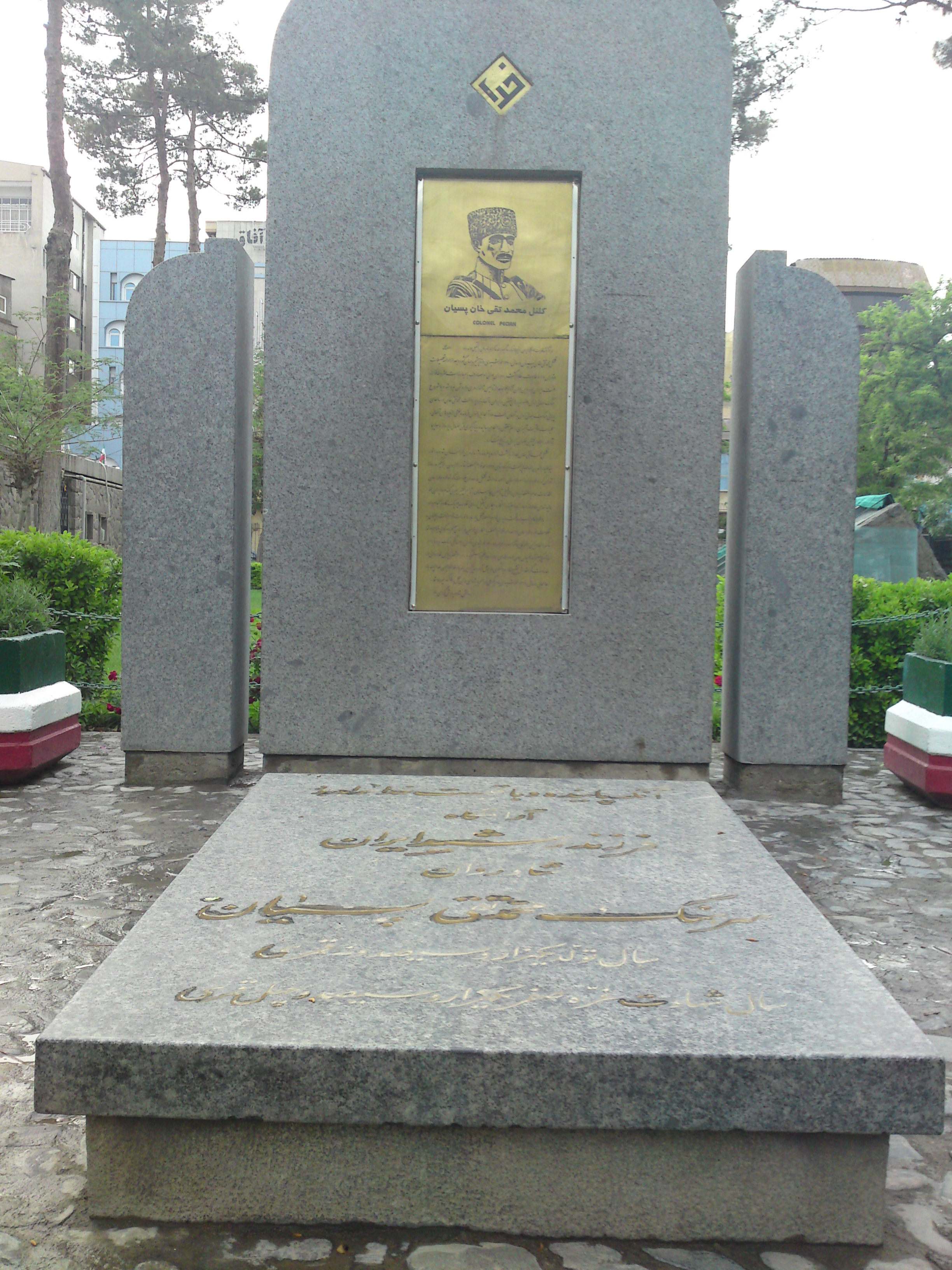
آرامگاه محمدتقی پسیان در باغ آرامگاه نادرشاه افشار